# Unité d'Habitation de Rezé

Monumento storico di Francia dal 2001

L'Unité d'Habitation de Rezé, nota anche come Maison Radieuse, è un edificio che sorge alla periferia di Nantes progettato dall'architetto svizzero Le Corbusier,  del tutto analogo al primo realizzato a Marsiglia e agli altri successivamente realizzati a Briey, a Firminy e a Berlino Ovest.
Essa rappresenta una delle realizzazioni pratiche delle teorie ideate da Le Corbusier circa il nuovo concetto di costruire la città, nonché uno dei punti di arrivo fondamentali del Movimento Moderno nel concepire l'architettura e l'urbanistica; nel 2001 l’edificio è stato dichiarato Monument Historique.

## Storia
Alla fine del 1945, in un tragico scenario di devastazione e macerie, le varie nazioni europee sopravvissute alla seconda guerra mondiale avviarono ognuna dei grandi progetti di ricostruzione.
A capo del progetto di ricostruzione dell’area urbana di Nantes venne nominato l’architetto Michel Roux-Spitz che aveva in animo di realizzare una Maison familiale, ovvero una sorta di cooperativa residenziale. Nel 1947 il progetto di Spitz venne approvato e, insieme al collega Gabriel Chéreau, contattarono Le Corbusier che, con l’avanzata fase di progettazione dell’Unité d’Habitation di Marsiglia, già collaborava con il ministero dell'Urbanistica e della Ricostruzione ed era altresì noto per le intuizioni all'avanguardia per i tempi, anticipando molte delle più diffuse concezioni architettoniche contemporanee.
Il progetto dell’edificio presentato da Le Corbusier venne approvato nel giugno 1950 ma, a differenza di quanto avvenne per l’edificio di Marsiglia, fu da subito chiaro che il progetto dell’Unité d’Habitation di Rezé avrebbe avuto una destinazione più modesta, allorché inserita nel programma di edilizia popolare convenzionata della municipalità di Nantes.
Il terreno assegnato era a sud est della città, nel comune limitrofo di Rezé, in prossimità del porto fluviale sulla Loira, duramente bombardato durante la seconda guerra mondiale. Il cantiere aprì l’11 giugno 1953 e i lavori si conclusero nel luglio del 1955, con la consegna dei primi appartamenti popolari alla cooperativa Maison Radieuse.
Nel 1971 le nuove leggi francesi sulla locazione agevolata imposero la scelta tra l’acquisto o la locazione degli immobili a nuove tariffe e la percentuale degli affittuari crebbe fino al 65% degli occupanti. Nel 1980 l’edificio fu sottoposto a un primo intervento di restauro e tra il 1996 e il 2004 vi fu un rifacimento totale delle facciate e dei serramenti esterni.
Nominato Monument Historique nel 2001, l’edificio è meta di regolari visite guidate curate dalla municipalità di Nantes che consentono l’accesso al tetto, ad alcuni locali comuni e all’appartamento “601”.

## L'architettura

### La sinossi progettuale
Secondo il pensiero di Le Corbusier non esisteva una sostanziale distinzione tra l'urbanistica e l'architettura, discipline che egli tentò di coniugare con demiurgica perizia. La sua attenzione era principalmente rivolta a studiare un sistema di relazioni che, partendo dalla singola unità abitativa intesa come cellula di un insieme, si estendeva all'edificio, al quartiere e all'intero ambiente costruito.
L'Unité d'Habitation è la magistrale sintesi di questa teoria e racchiude in sé tutti i princìpi architettonici da lui ideati, divenendo la somma delle funzioni prettamente domestiche coniugate a quelle urbanistiche. Essa venne quindi concepita come una vera e propria «città verticale»  caratterizzata da spazi individuali inseriti in un ampio contesto di aree comuni; questo equilibrio fu supportato dall'impiego delle più moderne tecniche progettuali e costruttive già scoperte in precedenza dal Razionalismo e dall'esperienza del Bauhaus, con un largo uso del cemento armato e di materiali innovativi.
L'edificio rappresenta quindi una sorta di contenitore che racchiude in esso uno spazio urbano, trascendendo la funzione meramente abitativa di un semplice condominio e concependo l'edificio come una sorta di «macchina per abitare» per un elevato numero di persone. Secondo i princìpi di Le Corbusier, l'attuazione di questa teoria porterebbe al salto dimensionale tra il singolo edificio e la città, cosicché il primo divenga un sottomultiplo della seconda.
Attraverso un accurato studio delle planimetrie Le Corbusier, con l’Unité d'Habitation, è riuscito a proporre un modello architettonico in grado di coniugare armoniosamente la vita individuale, familiare e collettiva. Partendo da queste premesse, si pone il problema di gestire con cautela la concrezione abitativa che si viene così a generare. Le Corbusier, come già accennato, ha risolto questa problematica a partire sin dalle planimetrie dei singoli appartamenti. Egli, infatti, ripudiando l'architettura più tradizionale che concepiva gli spazi in maniera scatolare, come una mera giustapposizione di stanze, concepì una sorta di frantumazione dell'unità familiare per generare una disgregazione, approdando a una nuova concezione degli spazi che da un lato stimola i momenti di riunione, ma dall'altro assicura anche aree a uso individuale, dove il singolo utente può isolarsi in maniera appartata.
Partendo da questo fondamentale concetto antropologico Le Corbusier ha integrato gli appartamenti, di per sé ben isolati come si è visto, inserendoli in un contesto collettivo alla luce di un'equilibrata riconciliazione tra famiglia e società; per coniugare al meglio questi due ambiti sociali e concretizzare il concetto di città verticale egli ha previsto, oltre ai singoli appartamenti, una dotazione di alcuni servizi extraresidenziali essenziali come un asilo nido, aree ricreative e un ufficio postale.

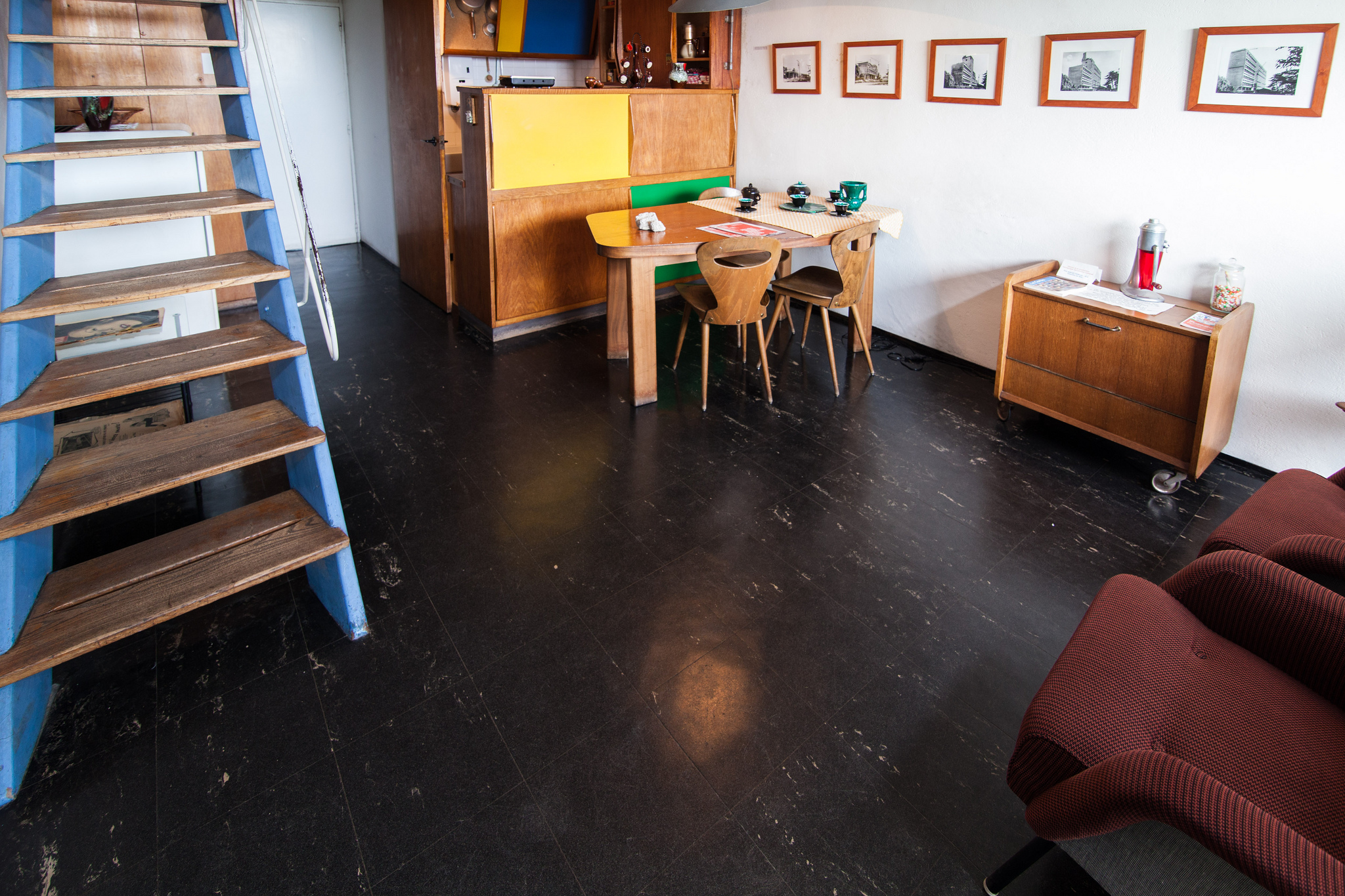
L’appartamento “601” con l’arredo originale che si può visitare al sesto piano dell’Unité d’Habitation di Rezé

Lo schema tridimensionale delle singole unità abitative duplex

### Esterno
L’edificio può ospitare circa 1.400 persone, si estende su un'area di circa 2.000 metri quadrati e misura 105 metri di lunghezza per 19 metri di larghezza e 52 di altezza. Posta al centro di un'area verde, la struttura si sviluppa su diciotto piani ed è la più piccola delle cinque Unitées d’Habitation realizzate. Al contrario del prospetto minore sinistro, che è completamente cieco e uniforme, i prospetti principali delle altre tre facciate sono scanditi dai ripetuti moduli rettangolari dei terrazzi degli appartamenti, caratterizzati ciascuno dalla presenza di un colore differente al proprio interno in netto contrasto con l'uniformità cromatica del cemento armato grezzo che caratterizza l'intera struttura.

### Interno
L’Unité d'Habitation ospita volutamente anche aree dedicate a servizi solitamente dislocati nel contesto urbano circostante, anche se in misura minore rispetto a quella realizzata a Marsiglia.
A differenza della superficie esterna, gli interni dell'edificio sono caratterizzati dalla presenza del colore pressoché ovunque, utilizzato come vero elemento di arredo.
Uno degli aspetti più rivoluzionari dell’Unité d'Habitation fu l'innovativa concezione della singola cellula abitativa, non più contraddistinta dal contesto sociale di chi la abita. Analizzando la planimetria degli appartamenti è interessante notare come Le Corbusier abbia concepito delle unità abitative tutte uguali e di dimensioni medio-grandi, quasi fossero oggetti da assemblare in serie; ciascuna di esse è del tipo duplex, ovvero disposta su due livelli diversi collegati 
da una scala interna. Gli appartamenti sono tutti identici ma speculari e con una volumetria a "L" rovesciata, dalla cui sovrapposizione si ottengono i vani centrali che costituiscono gli ampi corridoi che ogni due piani percorrono l'intero edificio e su cui vi sono gli ingressi di ciascun appartamento; secondo la logica progettuale di Le Corbusier questi corridoi, rappresentano le "strade" del complesso residenziale. Al sesto piano si può visitare l’appartamento “601”, comprensivo ancora dell’arredamento originale concepito da Le Corbusier.
L'architetto concepì questi spazi abitativi applicando il proprio sistema denominato Modulor, ovvero «una gamma di misure armoniose per soddisfare la dimensione umana, applicabile universalmente all'architettura e alle cose meccaniche».
Una rappresentazione del Modulor è raffigurata su una parete dei locali presenti sul tetto dell'edificio, che rappresenta l'ennesima innovazione del progetto. Il tetto abitabile, noto anche come «tetto giardino», è infatti uno dei celebri Cinque Punti dell'opera di Le Corbusier. Analogamente a quanto accade 
negli odierni grattacieli, grazie all'impiego del calcestruzzo armato, esso è stato concepito come un vasto giardino pensile, altresì adibito a funzioni complementari o ricreative utili alla collettività. Esso ospita infatti svariati locali a uso comune come l'asilo, una palestra, un solarium, un auditorium all'aperto e un percorso ginnico di circa trecento metri per l'attività sportiva.

### Fonti
1. ↑  http://www.archives.nantes.fr/pages/EXPO/lareconstruction/publi_journee_patrimoine.pdf Archiviato il 29 dicembre 2009 in Internet Archive. Dossier sur la reconstruction de Nantes
2. ↑  Brooks, p. 144.
3. 1 2 3 4 5  Le Corbusier Guide, 2006, pp. 134-136.
4. ↑  Brooks, pp. 144-145.
5. 1 2 3  Brooks, pp. 146-147.
6. ↑  (FR) Unité d'habitation, su fondationlecorbusier.fr, Fondation Le Courbusier. URL consultato il 9 marzo 2014 (archiviato dall'url originale il 24 ottobre 2013).